# 田中佑典
田中佑典（たなか ゆうすけ，1989年11月29日—）是日本男子競技體操運動員，專長項目是單槓。和歌山縣岩出市出生，胞兄田中和仁和胞姊田中理惠同為體操運動員。現時為順天堂大学學生，現任教練為原田睦巳、冨田洋之。

## 簡歷
2011年10月，田中代表日本出戰東京舉行的世界競技體操錦標賽，參加男子單槓及团体賽兩個項目，奪得团体賽銀牌。

## 外部連結
- 田中佑典的X（前Twitter）
- 田中佑典的Instagram帳戶 （页面存档备份，存于）